# Robledo del Mazo
Robledo del Mazo è un comune spagnolo di 327 abitanti situato nella comunità autonoma di Castiglia-La Mancia.
Il comune oltre al capoluogo omonimo comprende i centri abitati di Las Hunfrías, Robledillo, Navaltoril e Piedraescrita.